# Aimee Stephens
Pour les articles homonymes, voir Stephens.
Aimee Stephens, née le 7 décembre 1960 à Fayetteville, en Caroline du Nord, et morte le 12 mai 2020 à Redford Township, dans le Michigan, est une militante américaine des droits des personnes trans.

## Biographie
Aimee Stephens naît le 7 décembre 1960 à Faytteville, ville de Caroline du Nord, dans le sud des États-Unis. Elle y grandit dans une famille baptiste conservatrice,.
Assignée garçon à la naissance, elle dit s'être sentie différente dès l'âge de 5 ans. Elle se dispute avec son père sur la longueur de ses cheveux et dit s'être davantage intéressée à jouer aux poupées qu'avec les garçons du voisinage.
Elle étudie à l'Université Mars Hill (en) en Caroline du Nord, où elle obtient un diplôme en éducation religieuse en 1984, puis au Fayetteville Technical Community College (en), où elle décroche un diplôme en sciences mortuaires en 1988.
Elle commence à travailler dans un funérarium, où elle est chargée d'embaumer les corps, à l'âge de 20 ans. Elle se marie à deux reprises et déménage dans l'État de Michigan pour se rapprocher de sa seconde épouse,.
Souffrant de dépression, Aimee Stephens s'ouvre sur sa dysphorie de genre à son épouse, Donna, puis voit un thérapeute en 2010. Elle vit alors pendant des années une double vie, femme en privé et homme sur son lieu de travail, au point d'avoir des pensées suicidaires,,,. Elle tente d'ailleurs de mettre fin à sa vie en novembre 2012.
Aimee Stephens et son épouse Donna ont une fille,.
Aimee Stephens meurt d'insuffisance rénale, dont elle souffrait depuis 2014, le 12 mai 2020, à l'âge de 59 ans, à Redford Township, banlieue de Détroit, un mois avant que la Cour suprême ne statue sur son affaire,.

### Bataille judiciaire
Le 31 juillet 2013, Aimee Stephens, qui a alors 52 ans, remet une lettre à son employeur, un funérarium familial de Garden City près de Détroit où elle travaillait depuis six ans à la satisfaction générale. Elle y révèle sa transidentité à son patron, un chrétien pratiquant, afin de pouvoir porter un uniforme féminin au travail,,,,, écrivant qu'elle a l'intention de recourir à une chirurgie de réattribution sexuelle, mais qu'elle entend d'abord vivre une année sur son lieu de travail sous « sa véritable identité », Aimee Australia Stephens.
Sa demande est refusée et elle est licenciée deux semaines plus tard pour avoir enfreint le code vestimentaire en voulant s'habiller comme une femme, au risque de « perturber » la clientèle. Elle refuse un arrangement pécuniaire pour ne pas porter plainte.
Elle se bat alors pendant des années en justice. Parallèlement, elle postule sous sa nouvelle identité, différente de celle qui apparaissait dans ses certificats de travail, dans des dizaines d'autres funérariums de son État et essuie toujours des refus.
En août 2016, la Cour de district pour le district est du Michigan (première instance) reconnaît la discrimination subie mais rejette sa plainte, estimant que le chapitre VII de la loi de 1964 sur les droits civils ne protégeait pas les personnes trans. En mars 2018, la Cour d'appel des États-Unis pour le sixième circuit renverse ce jugement, que la maison funéraire condamnée porte finalement devant la Cour suprême,. Celle-ci se penche conjointement sur son cas, le premier sur le droit des personnes trans, et sur deux affaires de discrimination d'hommes gays licenciés après avoir affiché leur homosexualité. Le 15 juin 2020, elle statue par six voix contre trois que le chapitre VII de la loi de 1964 sur les droits civils, qui s'appliquait jusque-là uniquement aux discriminations au travail entre hommes et femmes, protège également les personnes homosexuelles et les personnes transgenres,.
En décembre 2020, l'ex-employeur d'Aimee Stephens verse 250 000 dollars à ses héritiers à titre de dommages et intérêts.